# White Lion
White Lion er et heavy metal band, der var aktivt i 1980'erne og starten af 1990'erne. Bandet blev gendannet i 2003 med en ny besætning. Bandet blev oprindeligt dannet i New York City i 1983 af den Dansk-fødte sanger Mike Tramp og guitaristen Vito Bratta.

## Diskografi
- Fight to Survive (1985)
- Pride (1987)
- Big Game (1989)
- Mane Attraction (1991)
- The Best Of White Lion – opsamlingsalbum (1992)
- Remembering White Lion – nye versioner (2002)
- Anthology 83-89 – ikke tidligere udgivne sange (2006)
- Rocking the USA – livealbum (2006)
- The Definitive Rock Collection – opsamlingsalbum (2007)
- Return of the Pride (2008)

| Musikgruppe | Spire Denne artikel om en amerikansk musikgruppe er en spire som bør udbygges. Du er velkommen til at hjælpe Wikipedia ved at udvide den. |